# Комарова, Галина Александровна
Гали́на Алекса́ндровна Комаро́ва (24 августа 1948 — 12 июля 2020) — советский и российский этнолог, этносоциолог. Доктор исторических наук, ведущий научный сотрудник Института этнологии и антропологии РАН.

## Биография
В 1973 г. окончила кафедру этнографии исторического факультета МГУ. В 1989 г. защитила в Институте этнографии АН СССР кандидатскую диссертацию на тему «Современная чувашская женщина в семье и в обществе (на материалах этностатистического обследования в ЧАССР)». В 2003 г. в Институте этнологии и антропологии РАН защитила докторскую диссертацию на тему «Этнокультурные аспекты техногенной катастрофы (на материалах обследования населения Южного Урала)».

## Научная деятельность
Руководитель и участник свыше 50 экспедиций и полевых выездов в различные регионы бывшего СССР (Карачаево-Черкесия, Туркменистан, Абхазия, Грузия, Чувашия, Калмыкия, Башкирия, Марий Эл, Татарстан, Южный Урал, Европейский Север, Литва, Латвия, Эстония) и зарубежных стран (США, Япония, Австрия, Израиль, Финляндия). Участвовала во многих отечественных и международных массовых этносоциологических обследованиях. В общей сложности провела в этнографическом поле более семи лет, из них свыше 400 дней вела полевые исследования в зоне повышенной радиации.
Соавтор, составитель и редактор сборников и монографий по современным этнополитическим проблемам на постсоветском пространстве. Инициатор проектов и организатор ряда исследований в области этноэкологии.
Член Учёного Совета ИЭА РАН по защите диссертаций; член экспертных советов Фонда К. и Дж. Макартуров, фонда «Открытое общество», фонда «Интеграция», РГНФ; член Ассоциации этнологов и антропологов Европы; член Президиума Ассоциации этнографов и антропологов России.

### Основные публикации
- Комарова Г. А. Современная чувашская женщина в семье и в обществе (по материалам этностатистических обследований в ЧАССР). М., 1989.
- Комарова Г. А. Хроника межнациональных конфликтов в России. М., ЦИМО ИЭА РАН, 1994. 196 с.
- Комарова Г. А. Предвыборная ситуация в Чувашской Республике / Исследования по прикладной и неотложной этнологии. Вып. 66. М., ИЭА РАН. 1994.
- Комарова Г. А. Хроника жизни национальностей в СССР. М., ЦИМО ИЭА РАН, 1996. 258 с.
- Комарова Г. А. Хроника жизни национальностей накануне распада СССР. М., ЦИМО ИЭА РАН. 1997. 322 с.
- Комарова Г. А. Люди и радиация: этнокультурные аспекты экологического бедствия на Южном Урале / Исследования по прикладной и неотложной этнологии. Вып. 122. М.: ИЭА РАН, 1999.
- Комарова Г. А. Этнокультурные аспекты техногенной катастрофы (на материалах обследования населения Южного Урала). М.: ИЭА РАН. 2002.
- Комарова Г. А. Предтеча Чернобыля: этнокультурные аспекты экологической катастрофы на реке Теча. М.: ИЭА РАН. 2002.
- Комарова Г. А. Этнография детства: междисциплинарные исследования. М.: ИЭА РАН, 2010.
- Комарова Г. А. «Русский» Бостон. М.: ЦИМО ИЭА РАН. 2002. 308 с.
- Антропология академической жизни: адаптационные процессы и адаптивные стратегии / Отв. ред., автор и сост. Г. А. Комарова. М.: ИЭА РАН, 2008. 300 с.
- Антропология академической жизни: междисциплинарные исследования / Отв. ред., автор и сост. Г. А. Комарова. М.: ИЭА РАН, 2010. 333 с.
- Антропология социальных перемен / Отв. ред. Г. А. Комарова, Э.-Б. Гучинова. М.: РОССПЭН, 2011. 758 с.
- Антрополог — это очевидец // Антропологический форум. № 14. Online. 2011.
- Комарова Г. А. Академическая жизнь: поле междисциплинарных научных исследований. М.: ИЭА РАН, 2012.
- Комарова Г. А. Опыт интеграции: междисциплинарное взаимодействие этнографии и этносоциологии. М.: ИЭА РАН. 2012.
- Сила антропологического подхода / Антропологический форум. № 17. Online. 2012.
- Антропология академической жизни: традиции и инновации / Отв. ред., автор и сост. Г. А. Комарова. М.: ИЭА РАН, 2013. — 380 с.
- Феномен междисциплинарности в отечественной этнологии / Отв. ред., сост. Г. А. Комарова. М.: ИЭА РАН, 2016. 458 с.